# 葉芷娟
葉芷娟（1987年9月24日—），台灣財經主播/主持人。畢業於輔仁大學新聞系。曾任非凡新聞台主播、中視新聞主播，現為YahooTV網路財經節目《股市小葉問》主持人兼製作人、專欄作家、財經線上課程講師。

## 外部連結
- 葉芷娟的Facebook專頁
- 葉芷娟的Instagram帳戶
- 葉芷娟的官方網站 （页面存档备份，存于）